# Аліка Шмідт
Аліка Шмідт (нім. Alica Schmidt; нар. 8 листопада 1998, Вормс, Німеччина) — німецька легкоатлетка, що спеціалізується в бігу на короткі дистанції — 200, 400, 800 метрів та естафеті 4×400 метрів.

## Кар'єра
6–7 років почала займаєтися легкою атлетикою;
Європейський чемпіонат у віці до 20 років в Італії — 2 місце в естафеті 4×400 м;
Медалістка національної першості Німеччини;
14 липня 2019 року — молодіжний чемпіонат Європи у Швеції — 3 місце в естафеті 4×400 метрів (збірна Німеччини);
Була запасною у складі збірної Німеччини у змішаній естафеті 4×400 метрів на Олімпійських іграх у Токіо;
Увійшла до складу збірної Німеччини на Олімпійські ігри 2024 року у Парижі у змішаній естафеті 4×400 метрів; 2 серпня 2024 року Шмідт бігла на другому етапі естафети в попередньому забігу (15 місце);
Тренується і виступає за спортивний клуб «Потсдам».